# Asha Banks
Asha Alice Banks (* 26. November 2003 in St Albans) ist eine britische Schauspielerin und Sängerin. 

## Leben und Karriere
Asha wuchs in St Albans auf. Sie und besuchte die Abbey Primary School sowie die Parmiter's School in Garston. Zudem nahm sie an Samstagskursen der Top Hat Stage School teil und war auch Mitglied der MX Masterclass von Michael Xavier.
Ihr Debüt gab sie 2011 in der Fernsehserie EastEnders. Anschließend war sie in einer Folge in Call the Midwife – Ruf des Lebens zu sehen. Unter anderem spielte sie 2022 in dem Film The Magic Flute – Das Vermächtnis der Zauberflöte mit. Im selben Jahr wurde sie für die Serie Rebel Cheer Squad gecastet. 2024 bekam Banks in A Good Girl’s Guide to Murder eine Hauptrolle.
Sie ist auch im Theater aktiv und trat in den Stücken Les Misérables, Annie, Charlie and the Chocolate Factory und Frühlings Erwachen auf.
Sie veröffentlichte 2025 ihre erste EP „Untie My Tongue“.

## Filmografie
Filme
- 2012: Confus[(ion) (ed)]
- 2014: Blue
- 2022: The Magic Flute – Das Vermächtnis der Zauberflöte
- 2025: Culpa Mía – Meine Schuld: London

Serien
- 2011: EastEnders
- 2012: Call the Midwife – Ruf des Lebens (Call the Midwife)
- 2022: Rebel Cheer Squad
- 2024: A Good Girl’s Guide to Murder

## Theater
- 2012: Les Misérables
- 2013: 1984
- 2015: Annie
- 2016–2017: Charlie and the Chocolate Factory
- 2017: The Secret Diary of Adrian Mole Aged 13¾
- 2019: The Boy in the Dress
- 2021: Frühlings Erwachen